# Tonsille cerebellari
Le tonsille cerebellari sono due lobuli della faccia inferiore del cervelletto.

## Anatomia
Hanno forma ovoidale e sono lunghe circa tre centimetri. La loro faccia inferiore, adiacente al bulbo, si trova sul contorno laterale del foro occipitale, e può in parte sporgere nel canale vertebrale.
Sono così chiamate perché la loro posizione e la presenza dell'uvola (altro lobulo cerebellare) ricordano la disposizione del velo del palato.

## Patologia
Pericoloso per la vita è l'incuneamento cerebellare o ernia delle tonsille cerebellari, che consiste nella protrusione nel canale cervicale di uno o entrambe le tonsille cerebellari, che, discese nel canale cervicale si trovano a comprimere il bulbo, determinando aumento della pressione endocranica e sofferenza bulbare.

### Tonsille cerebellari basse congenite
Oltre alla causa acquisita esiste anche una forma congenita dell'incuneamento cerebellare ed è rappresentato dalla sindrome di Arnold-Chiari.